# Éric Louvel
Éric Louvel (* 31. Mai 1962 in Dieppe) ist ein ehemaliger französischer Radrennfahrer.
Louvel gewann als Amateur im Straßenradsport 1984 eine Etappe der Friedensfahrt. Bei den Olympischen Spielen 1984 vertrat er sein Land im Bahnradsport und belegte den 6. Platz in der Mannschaftsverfolgung. Im Punktefahren schied er aus.
Hierauf wurde Louvel 1985 Profi beim Radsportteam Peugeot. Dort beendete er seine aktive Karriere nach drei Saisons, ohne individuelle Siege in internationalen Radrennen erzielt zu haben. Er beendete die Vuelta a España 1985 als 86. und die Tour de France 1986 als 111.

## Erfolge
- eine Etappe Friedensfahrt